# Pride Middleweight Grand Prix 2003
PRIDE Middleweight Grand Prix 2003 lub PRIDE FC 2003 Middleweight Grand Prix – ośmioosobowy turniej MMA wagi średniej (do 93 kg) zorganizowany przez PRIDE Fighting Championships. Zawody były podzielone na dwie gale - PRIDE FC: Total Elimination 2003 (10 sierpnia 2003, Saitama) na której miały miejsce ćwierćfinały  oraz PRIDE FC: Final Conflict 2003 (9 listopada 2003, Tokio) gdzie odbyły się półfinały i finał. Turniej wygrał Brazylijczyk Wanderlei Silva pokonując w finałowej walce Amerykanina Quintona Jacksona.
Gala Pride FC: Final Conflict 2003 na której miał miejsce finał turnieju zgromadziła 67,450 widzów, ustanawiając tym samym rekord frekwencji podczas zawodów MMA.

## Wyniki

### PRIDE FC: Total Elimination 2003 (10 sierpnia 2003)[4]
Superfight:

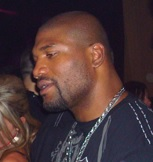
Quinton Jackson - finalista turnieju

- Fiodor Jemieljanienko vs  Gary Goodridge

Jemielianienko zwyciężył przez TKO w 1:39 min pierwszej rundy
Ćwierćfinały:
- Chuck Liddell vs  Alistair Overeem

Liddell zwyciężył przez KO w 3:09 min pierwszej rundy
- Quinton Jackson vs  Murilo Bustamante

Jackson zwyciężył przez decyzję sędziów
Superfight:
- Antônio Rodrigo Nogueira vs  Ricco Rodriguez

Nogueira zwyciężył przez decyzję sędziów
- Mirko Filipović vs  Ihor Wowczanczyn

Filipović zwyciężył przez KO w 1:29 min pierwszej rundy
Ćwierćfinały:
- Hidehiko Yoshida vs  Kiyoshi Tamura

Yoshida zwyciężył przez poddanie w 5:06 min pierwszej rundy
- Wanderlei Silva vs  Kazushi Sakuraba

Silva zwyciężył przez KO w 5:01 min pierwszej rundy

### PRIDE FC: Final Conflict 2003 (9 listopada 2003)[5]
Superfight:
- Gary Goodridge vs  Dan Bobish

Goodridge zwyciężył przez TKO w 0:18 min pierwszej rundy
Półfinały:
- Quinton Jackson vs  Chuck Liddell

Jackson zwyciężył przez TKO w 3:10 min drugiej rundy
- Wanderlei Silva vs  Hidehiko Yoshida

Silva zwyciężył przez decyzję sędziów
Walka rezerwowa GP:
- Dan Henderson vs  Murilo Bustamante

Henderson zwyciężył przez TKO w 0:53 min pierwszej rundy
Superfight:
- Heath Herring vs  Yoshihisa Yamamoto

Herring zwyciężył przez poddanie w 2:29 min trzeciej rundy
- Kazushi Sakuraba vs  Kevin Randleman

Sakuraba zwyciężył przez poddanie w 2:36 min trzeciej rundy
Walka o tymczasowe mistrzostwo PRIDE w wadze ciężkiej:
- Antônio Rodrigo Nogueira vs  Mirko Filipović

Nogueira zwyciężył przez poddanie w 1:45 min drugiej rundy
Finał:
- Wanderlei Silva vs  Quinton Jackson

Silva zwyciężył przez TKO w 6:28 min pierwszej rundy

### Drabinka turnieju
|  |                   |                   |                   |                 |     |                   |                  |           |  |  |       |       |       |
|  | Ćwierćfinały      | Ćwierćfinały      | Ćwierćfinały      |                 |     | Półfinały         | Półfinały        | Półfinały |  |  | Finał | Finał | Finał |
|  | Ćwierćfinały      | Ćwierćfinały      | Ćwierćfinały      |                 |     | Półfinały         | Półfinały        | Półfinały |  |  | Finał | Finał | Finał |
|  |                   |                   |                   |                 |     |                   |                  |           |  |  |       |       |       |
|  |                   |                   |                   |                 |     |                   |                  |           |  |  |       |       |       |
|  | Stany Zjednoczone | Chuck Liddell     | KO                |                 |     |                   |                  |           |  |  |       |       |       |
|  | Stany Zjednoczone | Chuck Liddell     | KO                |                 |     |                   |                  |           |  |  |       |       |       |
|  | Holandia          | Alistair Overeem  | 3:09              |                 |     |                   |                  |           |  |  |       |       |       |
|  | Holandia          | Alistair Overeem  | 3:09              |                 |     | Stany Zjednoczone | Chuck Liddell    | 13:01     |  |  |       |       |       |
|  |                   |                   |                   |                 |     | Stany Zjednoczone | Chuck Liddell    | 13:01     |  |  |       |       |       |
|  |                   |                   | Stany Zjednoczone | Quinton Jackson | TKO |                   |                  |           |  |  |       |       |       |
|  | Stany Zjednoczone | Quinton Jackson   | Stany Zjednoczone | Quinton Jackson | TKO | DEC               |                  |           |  |  |       |       |       |
|  | Stany Zjednoczone | Quinton Jackson   |                   |                 |     |                   |                  |           |  |  |       |       |       |
|  | Brazylia          | Murilo Bustamante | 20:00             |                 |     |                   |                  |           |  |  |       |       |       |
|  | Brazylia          | Murilo Bustamante | 20:00             |                 |     | Stany Zjednoczone | Quinton Jackson  | 6:28      |  |  |       |       |       |
|  |                   |                   |                   |                 |     |                   |                  |           |  |  |       |       |       |
|  |                   |                   | Brazylia          | Wanderlei Silva | TKO |                   |                  |           |  |  |       |       |       |
|  | Japonia           | Hidehiko Yoshida  | Brazylia          | Wanderlei Silva | TKO | POD               |                  |           |  |  |       |       |       |
|  | Japonia           | Hidehiko Yoshida  |                   |                 |     |                   |                  |           |  |  |       |       |       |
|  | Japonia           | Kiyoshi Tamura    | 5:06              |                 |     |                   |                  |           |  |  |       |       |       |
|  | Japonia           | Kiyoshi Tamura    | 5:06              |                 |     | Japonia           | Hidehiko Yoshida | 15:00     |  |  |       |       |       |
|  |                   |                   |                   |                 |     | Japonia           | Hidehiko Yoshida | 15:00     |  |  |       |       |       |
|  |                   |                   | Brazylia          | Wanderlei Silva | DEC |                   |                  |           |  |  |       |       |       |
|  | Brazylia          | Wanderlei Silva   | Brazylia          | Wanderlei Silva | DEC | KO                |                  |           |  |  |       |       |       |
|  | Brazylia          | Wanderlei Silva   |                   |                 |     |                   |                  |           |  |  |       |       |       |
|  | Japonia           | Kazushi Sakuraba  | 5:01              |                 |     |                   |                  |           |  |  |       |       |       |
|  | Japonia           | Kazushi Sakuraba  | 5:01              |                 |     |                   |                  |           |  |  |       |       |       |

Legenda:
KO - nokaut, TKO – techniczny nokaut, POD - poddanie, DEC - decyzja sędziów